# 五柱茶
五柱茶（学名：Camellia pentastyla）是山茶科山茶属的植物，为中国的特有植物。分布于中国大陆的云南等地，生长于海拔2,050米的地区，目前尚未由人工引种栽培。